# よろしく哀愁
「よろしく哀愁」（よろしくあいしゅう）は、1974年9月21日に発売された郷ひろみ10作目のシングル。

## 解説
記念すべき10作目となるシングルで、酒井和歌子と共演したテレビドラマ『ちょっとしあわせ』（1974年／NET＝現・テレビ朝日）の主題歌として発売された。
作詞の安井かずみが本作のA面とB面（『セーターに愛をこめて』）を逆に書いたままパリに行ってしまい、連絡が取れなかったため、曲に乗るよう酒井政利が急遽詞を書き直した。
デビュー以来作曲提供の多かった筒美京平が本作でも作曲を務め、オリコンシングルチャートでジャニーズ事務所所属歌手として初の第1位を獲得した。郷最大のヒット作品で、唯一のオリコン1位獲得作品。
1989年3月21日には8cmCDが再発。レコード会社独自企画である。カップリング曲が1981年のヒット曲「お嫁サンバ」に差し替えられた。2005年10月5日にもシングルBOX内の1枚として、A面曲「よろしく哀愁」オリジナル・カラオケヴァージョンが追加され再発された。

## 収録曲
全曲　作詞：安井かずみ／作曲：筒美京平／編曲：森岡賢一郎
1. よろしく哀愁（2分53秒）
2. セーターに愛をこめて（3分16秒）

## カバー
- 1977年、吉田拓郎（カヴァーアルバム『ぷらいべえと』に収録）
- 1986年、少年隊(東山紀之)(アルバム『BACKSTAGE PASS』に収録)
- 1994年、桃井かおり（カヴァーアルバム『モダンダード』に収録）
- 1994年、シンシア（南沙織）（後述）
- 2004年、TOKIO（カヴァーアルバム『TOK10』に収録）

## アンサーソング
- 2005年、ニューロティカ「よろしく哀愁パートII」（アルバム『DIVE INTO FEEDBACK』に収録）

## シンシア（南沙織）のカバー
シンシア（南沙織）のカヴァーによる「よろしく哀愁」は、通算31枚目のシングルとして、1994年6月22日に発売された。発売元はソニー・レコード（現：ソニー・ミュージックレーベルズ）。

### シンシア版解説
本シングルを含めた全33枚のシングルA面曲において、日本の歌手が歌った楽曲を南がカバーしたのは本楽曲のみである。
シンシア（南沙織）のヴァージョンはKDD（現：KDDI）ファミリートークのCMソングに起用された。安井かずみ・筒美京平のコンビからアルバム『Cynthia Street』（1975年6月21日）でオリジナル楽曲の提供を受けた実績がある。 
音楽プロデューサーの酒井政利は数多くのアーティストをプロデュースしているが、自著で「言ってみれば南沙織が長女、郷ひろみが長男みたいなもの」と両名を語っている。「よろしく哀愁」は、そんな酒井のプロデュース業の原点といえる両名の歌唱ヴァージョンが存在する、唯一のシングルA面曲となった。
カップリング曲は1993年10月1日発売のアルバム『Art of Loving』タイトル曲で、山崎ハコからの提供曲である。

### シンシア版シングル収録曲
1. よろしく哀愁（4:59）
  - 作詞：安井かずみ、作曲：筒美京平、編曲：服部隆之
  - KDDファミリートーク　CFイメージソング
2. Art of Loving（4:46）
  - 作詞：売野雅勇、作曲：山崎ハコ、編曲：大谷幸
3. よろしく哀愁　‐オリジナルカラオケ‐

### シンシア版収録作品
- よろしく哀愁
Cynthia Best 〜 Eternity
GOLDEN☆BEST 南沙織 筒美京平を歌う
CYNTHIA ANTHOLOGY
Cynthia Premium
GOLDEN☆BEST 南沙織 コンプリート・シングルコレクション
CYNTHIA ALIVE
- Art of Loving
Art of Loving
CYNTHIA ANTHOLOGY
Cynthia Premium